# 冰壅

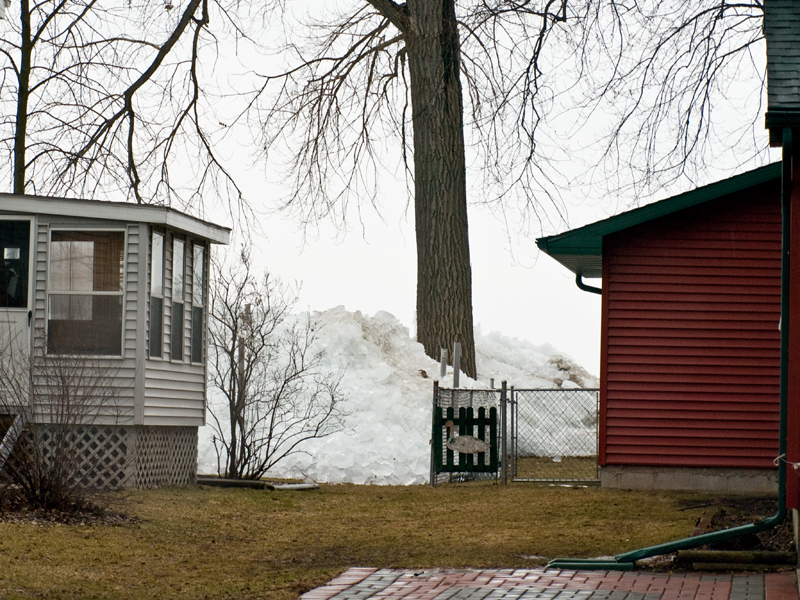
威斯康辛州2009年3月發生的冰壅

冰壅，或稱冰海嘯，是指大量的冰從湖或海中湧上陸地的現象。 他們可能是由洋流、強風或者溫度劇烈變化導致的， 其高度可達12（39英尺），雖然一些時候被稱為“冰海嘯”， 但其成因更像是某些冰山。 據目擊者描述，這種現象伴隨著巨大的類似火車或者雷聲的轟鳴。 冰壅會摧毀沿岸建築。

## 最近發生的冰壅
- 2019年2月，發生在加拿大安大略省尼亞加拉河[9]
- 2013年5月10日，發生在加拿大緬尼托巴省的多芬湖[1][6]，造成比該地兩年前因為水淹而造成更大的破壞[10]。
- 2013年1月21日，發生在美國密蘇里州卡斯縣溫納貝戈湖。[2]